# Sympatisören
Sympatisören (engelska: The Sympathizer) är Viet Thanh Nguyens debutroman, ursprungligen utgiven på engelska 2015. Den publicerades i svensk översättning av Hans Berggren på bokförlaget Tranan 2018.
Boken utspelar sig under slutfasen av Vietnamkriget. Den ej namngivne berättaren är en nordvietnamesisk mullvad i den sydvietnamesiska armén, som efter Saigons fall blir inbäddad i ett sydvietnamesiskt samhälle i exil i USA. Väl i USA beskriver han sin roll som kulturell rådgivare vid inspelningen av en amerikansk film, som liknar Plutonen och Apocalypse, innan han återvände till Vietnam som en del av en gerillaräd mot kommunisterna.
Vad som på ytan är en spionroman innehåller drag av en idéroman, där stort fokus ligger på en människas inre splittring mellan olika tankesystem – det amerikanska och det vietnamesiska.
Boken vann Pulitzerpriset för skönlitteratur 2016. Miniserien The Sympathizer (2024) är baserad på boken.